# Central nuclear de Prairie Island

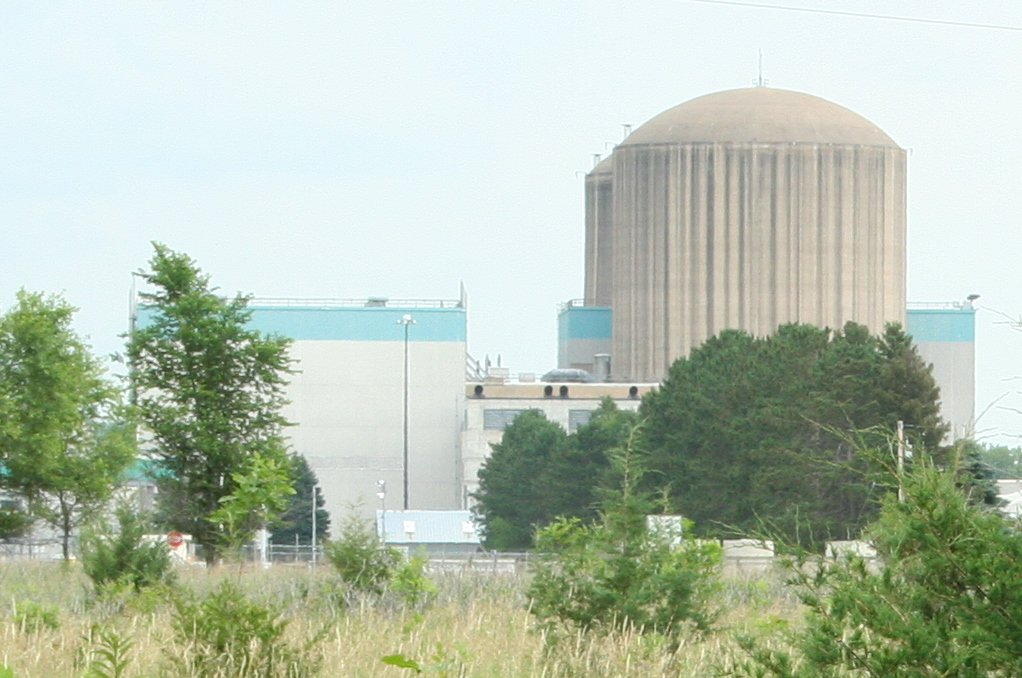
Central nuclear de Prairie Island.

La central nuclear de Prairie Island está situada en Red Wing, Minnesota (Estados Unidos), a orillas del río Misisipí, adyacente a la reserva india de Prairie Island Indian Community. La planta, que empezó a funcionar en 1973, tiene dos reactores de agua a presión fabricados por Westinghouse que producen un total de 1.076 megavatios. Están autorizados para funcionar hasta 2013 y 2014. La planta es propiedad de la Northern States Power Company (NSP), actualmente una subsidiaria de Xcel Energy, y su funcionamiento corre a cargo de Nuclear Management Company (NMC). Es una de las dos instalaciones en funcionamiento en Minnesota y ha sido objeto de controversia debido al almacenamiento de residuos nucleares en grandes cascos de acero en el emplazamiento, un área que está a nivel de la zona inundable por el río Misisipí.
NSP inicialmente pretendía enviar los residuos radioactivos a una instalación de almacenamiento bajo control del gobierno federal de los Estados Unidos, pero tal emplazamiento no está todavía abierto para poder ser utilizado (la instalación de Yucca Mountain está en construcción, pero la dura oposición da a entender que quizás no abra nunca). En 1991, la compañía solicitó autorización de la Minnesota Public Utilities Commission para almacenar eventualmente los residuos en 48 cascos secos en el emplazamiento. La oposición de los medioambientalistas y la tribu de la vecina de Prairie Island llevaron a la Legislatura de Minnesota a rebajar el número de cascos autorizados a 17, suficientes para mantener la planta en funcionamiento hasta aproximadamente el 2003.
Cuando estos cascos se llenaron, Xcel Energy solicitó que el límite se ampliará a más los 17 cascos. La legislatura concedió la petición, pero requirió a la compañía para que hiciera un uso mayor de la energía renovable, como por ejemplo la energía eólica y a pagar 2,25 millones de dólares al año a la comunidad india local, para colaborar en las mejoras para evacuación y la adquisición y desarrollo de nueva tierra y para ayudar a las actividades de estudios de salud y gestión de emergencias.
En septiembre de 2004, Xcel solicitó a la Nuclear Regulatory Commission prórroga de los permisos para los reactores más allá del 2013/2014. La compañía también ha solicitado el uso de un sistema de almacenaje similar al de su planta de Monticello, que actualmente está autorizada hasta el 2010.